# Andreas Jeppesen
Andreas Jeppesen (født 6. maj 1988) er en dansk atlet medlem af Esbjerg AM og frem til 2012 i Skive AM.
Andreas Jeppesen blev dansk senior- og U23-mester i højdespring-indendørs 2010 med et spring på 1,96.

## Danske mesterskaber
Denne liste er ufuldstændig; hjælp gerne med at udfylde den.
- Guld 2013 Højdespring 2,09
- Guld 2013 Tikamp 5714p
- Bronze 2012 Længdespring 7,26
- Bronze 2011 Højdespring 1,94
- Bronze 2010 Højdespring 1,97
- Guld 2010 Højdespring-inde 1,96
- Sølv 2009 Højdespring 2,00
- Bronze 2007 Højdespring 1,94

## Personlig rekord
- Højdespring: 2,09 Skovdalen Atletikstadion, Aalborg 27. juli 2013
- Længdespring: 7,33 Göteborg Sverige 7. juli 2012
- Vægtkast: 6,30m Esbjerg 25. september 2009